# Fonyó Sári
Fonyó Sári, 1912-ig Freund Sarolta (Dusnok, 1891. április 18. – Budapest, Terézváros, 1949. január 3.) banktisztviselő, nőmozgalmi vezető, pártmunkás.

## Élete
Freund Vilmos kereskedő és Freund Katalin (1869–1905) gyermeke, izraelita vallású. Anyai nagyszülei Freund Salamon és Trebitsch Sarolta voltak. Édesanyja, Freund Katalin elsőfokú unokatestvére volt Trebitsch Ignác kalandornak és Tarczai Lajos szocialista politikusnak.
1910-ben kapcsolódott be a munkásmozgalomba, belépett az MSZDP-be, 1915-től pedig a Budapesti Áru- és Értéktőzsde tisztviselőjeként dolgozott.  Az első világháború alatt a Pénzintézeti Tisztviselők Országos Egyesülete bizalmija volt, majd 1918-19-ben szerepet vállalt az illegális KMP megszervezésében, annak alakulásától fogva tagja, a Központi Bizottság háromtagú direktóriumának egyik összekötője volt. 1918. októberben az MSZDP IX. választókerületi pártszervezet alelnökévé választották. A kommün alatt a pénzintézetek lefoglalását irányította, s a Hadügyi Népbiztosságon a titkárság vezetőjeként működött: Szántó Béla titkára volt, egyben tagja a Budapesti Munkás- és Katonatanácsnak. 1919. április 27-én Budapesten, a IX. kerületben hozzáment Freistadt Fülöphöz, Freistadt Mór és Fuchs Henrietta fiához. A két tanú Kun Béla és Szántó Béla volt. A Tanácsköztársaság bukása után hatévnyi fegyházbüntetésre ítélték, ám a szovjet–magyar fogolycsere-akció keretei közt 1922-ben Szovjet-Oroszországba távozhatott, ahol a moszkvai Állami Bankban talált állást. A második világháború után visszatért Magyarországra, s a Magyar Nemzeti Bank vezető tisztviselője volt. 1949-ben felakasztotta magát.

## Származása
| Fonyó Sári (Dusnok, 1891. április 18.– Budapest, 1949. január 3.) | Apja: Freund Vilmos izr.                                                           | Apai nagyapja:                          | Apai nagyapai dédapja:                            |
| Fonyó Sári (Dusnok, 1891. április 18.– Budapest, 1949. január 3.) | Apja: Freund Vilmos izr.                                                           | Apai nagyapja:                          | Apai nagyapai dédanyja:                           |
| Fonyó Sári (Dusnok, 1891. április 18.– Budapest, 1949. január 3.) | Apja: Freund Vilmos izr.                                                           | Apai nagyanyja:                         | Apai nagyanyai dédapja:                           |
| Fonyó Sári (Dusnok, 1891. április 18.– Budapest, 1949. január 3.) | Apja: Freund Vilmos izr.                                                           | Apai nagyanyja:                         | Apai nagyanyai dédanyja:                          |
| Fonyó Sári (Dusnok, 1891. április 18.– Budapest, 1949. január 3.) | Anyja: Freund Katalin (Paks, 1869. március 24. – Budapest, 1905. február 22.) izr. | Anyai nagyapja: Freund Sámuel izr.      | Anyai nagyapai dédapja: Freund Wolf (Farkas) izr. |
| Fonyó Sári (Dusnok, 1891. április 18.– Budapest, 1949. január 3.) | Anyja: Freund Katalin (Paks, 1869. március 24. – Budapest, 1905. február 22.) izr. | Anyai nagyapja: Freund Sámuel izr.      | Anyai nagyapai dédanyja: Haas Fáni izr.           |
| Fonyó Sári (Dusnok, 1891. április 18.– Budapest, 1949. január 3.) | Anyja: Freund Katalin (Paks, 1869. március 24. – Budapest, 1905. február 22.) izr. | Anyai nagyanyja: Trebitsch Sarolta izr. | Anyai nagyanyai dédapja:                          |
| Fonyó Sári (Dusnok, 1891. április 18.– Budapest, 1949. január 3.) | Anyja: Freund Katalin (Paks, 1869. március 24. – Budapest, 1905. február 22.) izr. | Anyai nagyanyja: Trebitsch Sarolta izr. | Anyai nagyanyai dédanyja:                         |